# John Russell
John Russell (n. 18 august 1792, Greater London, Anglia, Regatul Marii Britanii – d. 28 mai 1878, Pembroke Lodge⁠(d), Anglia, Regatul Unit al Marii Britanii și Irlandei) a fost un politician britanic. A fost prim ministru al Marii Britanii între 1846-1852 și 1865-1866.